# Lucien Botovasoa
Lucien Botovasoa (Vohipeno, Madagascar, 1908-17 de abril de 1947) fue un maestro laico y padre de familia católico perteneciente a la Tercera Orden Franciscana que fue asesinado en su país natal por odio a su fe católica. Fue beatificado por el papa Francisco el 15 de abril de 2018.

## Biografía
Lucien Botovasoa nació en el pueblo de Vohipeno, una comunidad rural ubicada en el sur de Madagascar en la provincia de Fianarantsoa en 1908. A los 10 años comenzó su formació en una escuela estatal y después pasó a un colegio jesuita graduándose en 1928 como profesor obteniendo el puesto de maestro rural en su pueblo natal. En octubre de 1930 casó con Suzanne Soazana llegando a procrear ocho hijos de los cuales solamente cinco sobrevivieron.